# Conus articulatus
Conus articulatus é uma espécie de gastrópode do gênero Conus, pertencente à família Conidae.

var. lombei, juvenil